# 江口歩
江口 歩（えぐち あゆむ）は、新潟市を本拠地とするお笑い集団NAMARAの代表。お笑い芸人を束ねるかたわら、講演会、執筆活動なども。障碍者をタブー視することをタブーとしていてかつてNAMARAに所属していた脳性マヒブラザーズを講演会やお笑いライブにおいて障害ネタを操り徹底的にいじくり倒した事がある。また江口本人もある出来事の後遺症により身体障害者５級の手帳を取得している。

## 経歴
- 1983年 - 新潟県立新潟東高等学校　卒業
- 1983年 - 専門学校東京デザイナー学院入学
- 1985年 - レコード会社ARC入社
- 1986年 - 仕事の傍ら、1989年まで劇団遊◎機械/全自動シアター所属
- 1997年 - 新潟を拠点とするお笑い集団NAMARA立ち上げ
- 2005年 - 有限会社ナマラエンターテイメント設立

## 実績など
- 2010年
  - 第2代新潟県元気大使就任
  - 新潟県警薬物乱用防止推進団体 就任
- 2011年
  - 著書「エグチズム」出版（新潟日報事業社）
- 2012年
  - SWCにいがた健幸大使　就任
  - 燕三条カレー産業博イベントプロデューサー
  - 長岡エンジン02アドバイザー